# Mészárszék rulez
A Mészárszék rulez (eredeti cím: Slaughterhouse Rulez) 2018-ban bemutatott brit horror-vígjáték, melyet Crispian Mills írt és rendezett. A főszereplők Asa Butterfield, Finn Cole, Hermione Corfield, Michael Sheen, Nick Frost és Simon Pegg.
Az Egyesült Királyságban 2018. október 31-én, Halloween éjjelén mutatták be, Magyarországon DVD-n jelent meg 2019 októberében.

## Cselekmény
Don Wallace-t felveszik a Mészárszék nevű, Nagy-Britanniában található rangos bentlakásos iskolába. Hamarosan egy mély árok jelenik meg az erdő közepén, az iskolához közel. A tanulóknak és a tanároknak harcolniuk kell a túlélésért a szörnyek ellen, melyek onnan előtörnek.

## Szereplők
| Szerep             | Színész           | Magyar hang         |
| ------------------ | ----------------- | ------------------- |
| Willoughby Blake   | Asa Butterfield   | Major Erik          |
| Don Wallace        | Finn Cole         | Kenéz Ágoston       |
| Clemsie Lawrence   | Hermione Corfield | Pánics Lilla        |
| Denevér / Igazgató | Michael Sheen     | Alföldi Róbert      |
| Woody Chapman      | Nick Frost        | Rába Roland         |
| Meredith Houseman  | Simon Pegg        | Görög László        |
| Audrey             | Margot Robbie     | Pálmai Anna         |
| Babs Wallace       | Jo Hartley        | Majsai-Nyilas Tünde |
| Terrafrack főnök   | Alex Macqueen     | Schmied Zoltán      |
| Butler             | Alan Drake        | Mihályfi Balázs     |
| Chibwe             | Alhaji Fofana     | Penke Bence         |

## Fordítás
- Ez a szócikk részben vagy egészben  a   Slaughterhouse Rulez című angol Wikipédia-szócikk fordításán alapul.  Az eredeti cikk szerkesztőit annak laptörténete sorolja fel. Ez a jelzés csupán a megfogalmazás eredetét és a szerzői jogokat jelzi, nem szolgál a cikkben szereplő információk forrásmegjelöléseként.